# Myctophum punctatum
Myctophum punctatum is een straalvinnige vissensoort uit de familie van de lantaarnvissen (Myctophidae). De wetenschappelijke naam van de soort werd in 1810 gepubliceerd door Constantine Samuel Rafinesque.

## Synoniemen
- Gasteropelecus humboldti Risso, 1810
- Scopelus caninianus Valenciennes, 1850
- Scopelus heideri Steindachner, 1881
- Stylophthalmus lobiancoi Mazzarelli, 1909